# کیم هیونگ ایل
کیم هیونگ ایل (انگلیسی: Kim Hyung-il؛ زادهٔ ۲۷ آوریل ۱۹۸۴) یک بازیکن فوتبال اهل کره جنوبی است.
وی همچنین در تیم‌های ملی فوتبال کره جنوبی کره جنوبی کره جنوبی بازی کرده‌است.